# Devil in a Midnight Mass
"Devil in a Midnight Mass" – pierwszy singiel kanadyjskiego zespołu Billy Talent z drugiego albumu Billy Talent II.
Zespół stwierdził, że ich celem nie jest atakowanie chrześcijaństwa poprzez utwór, ale raczej zwrócenie uwagi na wydarzenia które miały miejsce w związku z molestowaniem seksualnym dzieci przez księdza Johna Geoghana z Bostonu.
Teledysk został wyreżyserowany przez Seana Michaela Turrella i został pokazany na portalu Myspace.com. Uznany został za kontrowersyjny, ponieważ przedstawia akt seksualny na tle dzieci.

## Pozycje
| Lista (2006)           | Pozycje |
| ---------------------- | ------- |
| Canadian Singles Chart | 4       |
| UK Singles Chart       | 66      |